# اچ‌ام‌اس ریسر (۱۸۸۴)
اچ‌ام‌اس ریسر (۱۸۸۴) (به انگلیسی: HMS Racer (1884)) یک کشتی است که طول آن ۱۶۷ فوت (۵۱ متر) می‌باشد. این کشتی در سال ۱۸۸۳ ساخته شد.